# Автуничи
Авту́ничи (укр. Авту́ничі) — село, расположенное на территории Городнянского района Черниговской области (Украина). Расположено в 21 км на север от райцентра Городни. Население — 357 чел. (на 2006 г.). Адрес совета: 15124, Черниговская обл., Городнянский р-он, село Автуничи, ул. Набережная, 7, тел. 3-93-83. Ближайшая железнодорожная станция — Кузничи, расположена в 10 км.
В селе функционирует средняя общеобразовательная школа 1—2 ст.
Автуничи родина химика, кхн Пархоменко Петра Илларионовича (сначала с Безменовой Т. Э. затем самостоятельно исследовал гетероциклические соединения на основе сульфолана, впервые синтезировал перспективный антигрибковый препарат сульфокарбатион-К, который зарекомендовал себя как отменный протравитель семян сахарной свеклы)[значимость факта?].

## История
В 1984 году А. В. Шекун открыл по соседству с селом древнерусское поселение конца X — рубежа XII—XIII веков. С 1987 г. поселение исследовалось В. П. Коваленко и А. П. Моцей. Площадь поселения — около 3,5 га. Зафиксированы следы многочисленных ремёсел: добычи и обработки железа, гончарства, возгонки дегтя и добычи смолы, обработки кости и дерева. На двух обломках горшка с селища Автуничии найдены кириллические надписи, датируемые методом палеографии концом XII — началом XIII века.